# Cañón de campaña M1942 (ZiS-3) 76 mm
El M1942 (ZiS-3) 76 mm (76-мм дивизионная пушка обр. 1942 г. (ЗиС-3)) era un cañón de campaña y un cañón antitanque soviético de 76,2 mm que fue empleado durante la Segunda Guerra Mundial. ZiS es el acrónimo en ruso de Zavod imeni Stalina (Fábrica Stalin), el título honorífico de la Fábrica de Artillería N° 92 que construyó este cañón.

## Historia
La Fábrica de Artillería N° 92 empezó a diseñar el ZiS-3 a fines de 1940. Este cañón combinaba el ligero afuste del ZiS-2 y la caña del potente USV de 76,2 mm, el anterior cañón de campaña. Se le añadió un freno de boca para reducir el retroceso, permitiéndole disparar sin dañar el ligero afuste. La producción del ZiS-3 utilizaba mucho la fundición, el estampado y la soldadura respecto al USV, con el nuevo cañón produciéndose con un tercio de la mano de obra necesaria y dos tercios del costo.
Vasili Gavrilovich Grabin, el principal diseñador de cañones soviéticos de calibre medio, ordenó el desarrollo del cañón por iniciativa propia. El gobierno no fue informado y el primer ZiS-3 fue ocultado. El gobierno tenía poco interés en cañones de campaña ligeros y medios. La propaganda alemana sobre el prototipo de tanque multitorreta Neubaufahrzeug convenció a las autoridades soviéticas que los tanques pesados alemanes tenían un blindaje sumamente grueso, lo que a su vez redujo el valor de los cañones de pequeño calibre. El Mariscal Grigori Kulik, comandante de la Artillería soviética, ordenó cesar la producción de cañones antitanque ligeros de 45 mm y cañones de campaña de 76,2 mm.

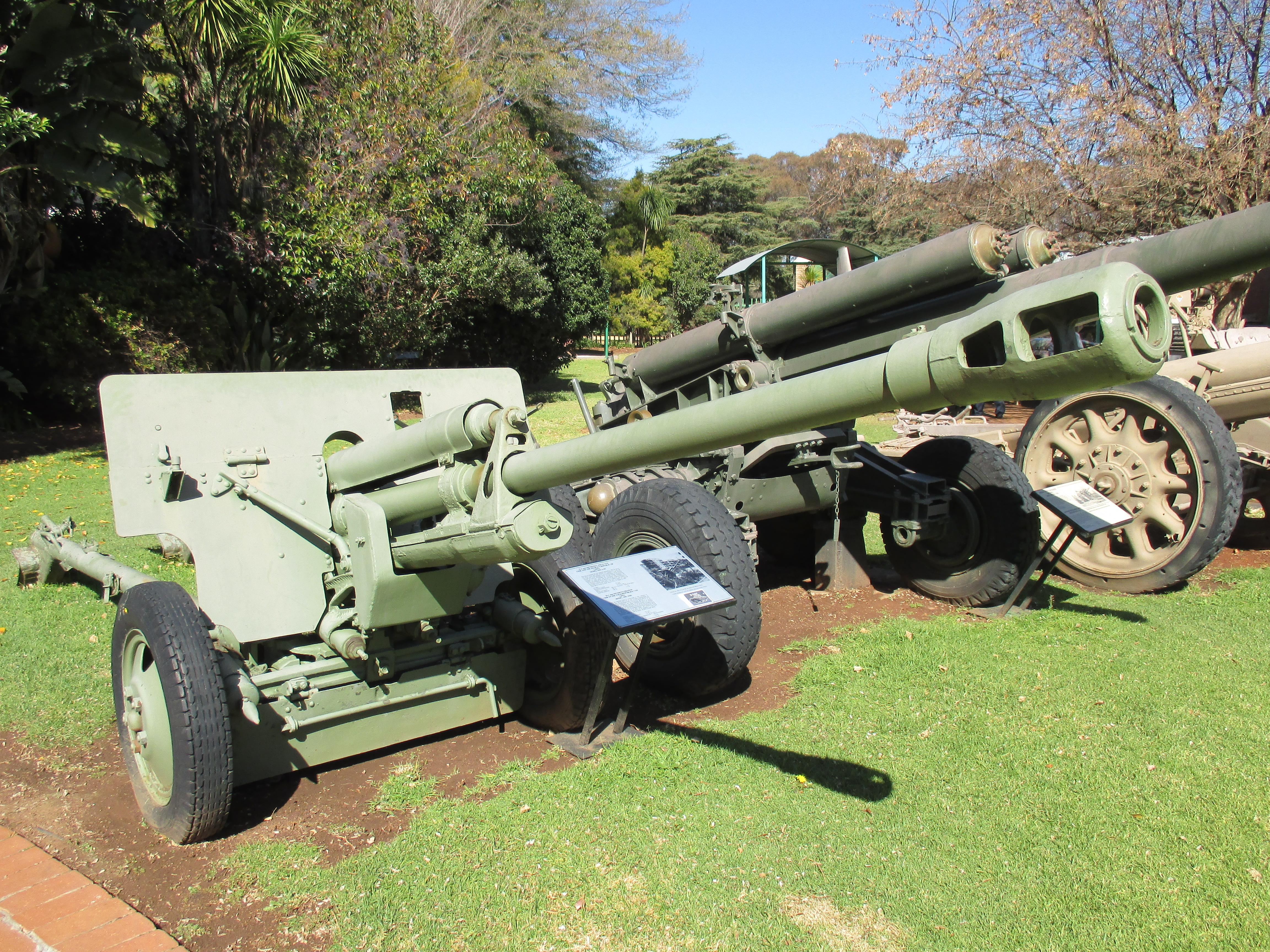
El ZiS-3 del Museo nacional sudafricano de historia militar, Johannesburgo.

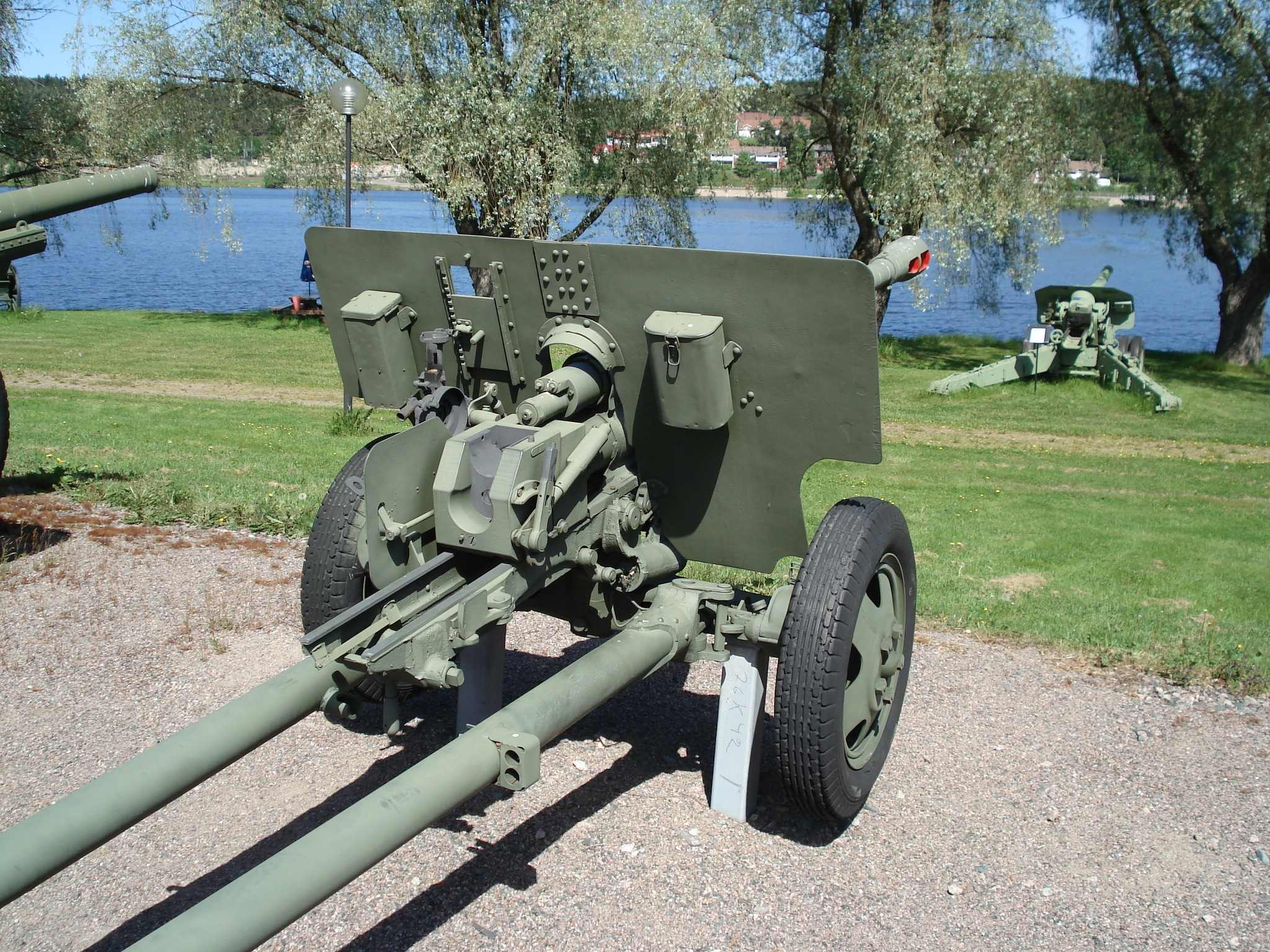
El ZiS-3 del Museo de artillería de Hämeenlinna.

El inicio de la Gran Guerra Patriótica reveló que los soviéticos habían sobrestimado el blindaje de los tanques alemanes. Algunos eran vulnerables incluso ante las ametralladoras pesadas DShK. Los cañones de campaña de 76,2 mm del período de entreguerras fácilmente perforaban el blindaje de los tanques alemanes, pero casi todos estos cañones fueron capturados o destruidos en las primeras etapas de la guerra; algunos cañones capturados fueron instalados a bordo de los cazatanques alemanes Panzerjäger. El Mariscal Kulik ordenó reiniciar la producción del USV. La Fábrica de Artillería N° 92, en cooperación con Grabin, produjo en serie al ZiS-3 desde diciembre de 1941.
El Ejército Rojo inicialmente rechazó aceptar el ZiS-3 - el cañón no había pasado las pruebas de aceptación habituales - y la Fábrica de Artillería N° 92 acumuló un lote de cañones listos para emplearse. Grabin convenció al Ejército para que suministre los muy necesarios cañones y que sean probados en combate, donde la experiencia validó la superioridad del cañón sobre todos los demás cañones de campaña. En consecuencia, el ZiS-3 fue presentado ante Iósif Stalin y un pequeño grupo de autoridades. Stalin quedó impresionado por la demostración, diciendo "este cañón es una obra maestra del diseño de sistemas de artillería". En febrero de 1942, el ZiS-3 participó en una prueba oficial de aceptación durante cinco días, después de la cual entró en servicio con la designación cañón de campaña modelo 1942.
Grabin trabajó para incrementar la producción en la Fábrica de Artillería N° 92. Las líneas de ensamblaje admitían el uso de trabajadores con baja cualificación. Los trabajadores experimentados y los ingenieros trabajaban con equipos complejos y servían como líderes de brigada; ellos fueron reemplazados en las líneas de producción por jóvenes obreros que habían sido eximidos del reclutamiento, produciendo una nueva generación de trabajadores cualificados e ingenieros. Hacia el final de la guerra se habían producido más de 103.000 unidades del ZiS-3, haciéndolo uno de los cañones de campaña soviéticos más numeroso durante la guerra.
La producción del ZiS-3 cesó después de la guerra. Fue reemplazado por el D-44 de 85 mm. El D-44 tenía una mejor capacidad antiblindaje, pero era más difícil de mover por su mayor peso.
Los finlandeses capturaron 12 unidades, que fueron designadas como 76 K 42.         

### Cañones autopropulsados
El SU-76 era un cañón de asalto hecho a partir de un chasis de tanque ligero T-70 y armado con el ZiS-3. Se produjeron más de 14.000 unidades entre 1942 y 1945.
El cazatanques rumano TACAM R-2 era un tanque R-2 adaptado para llevar el ZiS-3 dentro de un parapeto con tres lados sobre el chasis. Además, durante el desarrollo del cazatanques Mareșal se armó a uno de los prototipos con el ZiS-3 para pruebas. Finalmente, los rumanos decidieron instalar su propio cañón antitanque DT-UDR de 75 mm en los prototipos finales del Mareșal.
El KSP-76 fue un cañón de asalto ligero sobre ruedas, armado con el ZiS-3. No pasó de la etapa de prototipo.

## Munición
| Munición disponible                                                                |          |          |                    |
| Tipo                                                                               | Modelo   | Peso, kg | Carga explosiva, g |
| Proyectiles antiblindaje (velocidad de boca 700 m/s)                               |          |          |                    |
| APHE                                                                               | BR-350A  | 6,3      | 155                |
| AP (macizo)                                                                        | BR-350SP | 6,5      | N/A                |
| Proyectiles antiblindaje compuestos (velocidad de boca desconocida)                |          |          |                    |
|                                                                                    | BR-350P  | 3,02     | N/A                |
| Desarrollado después de la Segunda Guerra Mundial                                  | BR-350N  | 3,02     | N/A                |
| Proyectiles de alto poder explosivo y de fragmentación (velocidad de boca 680 m/s) |          |          |                    |
| HE/Fragmentación, de acero                                                         | OF-350   | 6,2      | 710                |
| HE/Fragmentación, de acero dúctil                                                  | OF-350A  | 6,2      | 640                |
| Fragmentación, de acero dúctil                                                     | O-350A   | 6,21     | 540                |
| HE/Fragmentación                                                                   | OF-350B  | 6,2      | 540                |
| HE/Fragmentación                                                                   | OF-363   | 6,2      | 540                |
| HE                                                                                 | F-354    | 6,41     | 785                |
| HE                                                                                 | F-354M   | 6,1      | 815                |
| HE, desarrollado en Francia                                                        | F-354F   | 6,41     | 785                |
| Otros proyectiles (velocidad de boca de hasta 680 m/s)                             |          |          |                    |
| HEAT, desarrollado después de la Segunda Guerra Mundial                            | BK-354   | 7        | 740                |
| Shrapnel                                                                           | Sh-354   | 6,5      | 85                 |
| Shrapnel                                                                           | Sh-354T  | 6,66     | 85                 |
| Shrapnel                                                                           | Sh-354G  | 6,58     | 85                 |
| Shrapnel                                                                           | Sh-361   | 6,61     | 85                 |
| Químico                                                                            | OH-350   | 6,25     |                    |
| Incendiario de largo alcance                                                       | Z-350    | 6,24     | 240                |
| Incendiario                                                                        | Z-354    | 4,65     | 240                |
| Fumígeno de largo alcance                                                          | D-350    | 6,45     | N/A                |
| Fumígeno, de acero dúctil                                                          | D-350A   | 6,45     | N/A                |

| Tabla de penetración de blindaje |                           |                           |
| Proyectil AP BR-350A |                           |                           |
| Distancia, m | Ángulo de impacto 60°, mm | Ángulo de impacto 90°, mm |
| 100 | 67                        | 82                        |
| 500 | 61                        | 75                        |
| 1.000 | 55                        | 67                        |
| 1.500 | 49                        | 60                        |
| 2.000 | 43                        | 53                        |
| Estos datos fueron obtenidos mediante métodos soviéticos de medición de la penetración del blindaje (donde la probabilidad de penetración es del 75%). No se pueden comparar directamente con datos occidentales similares. |                           |                           |

## Historial de combate

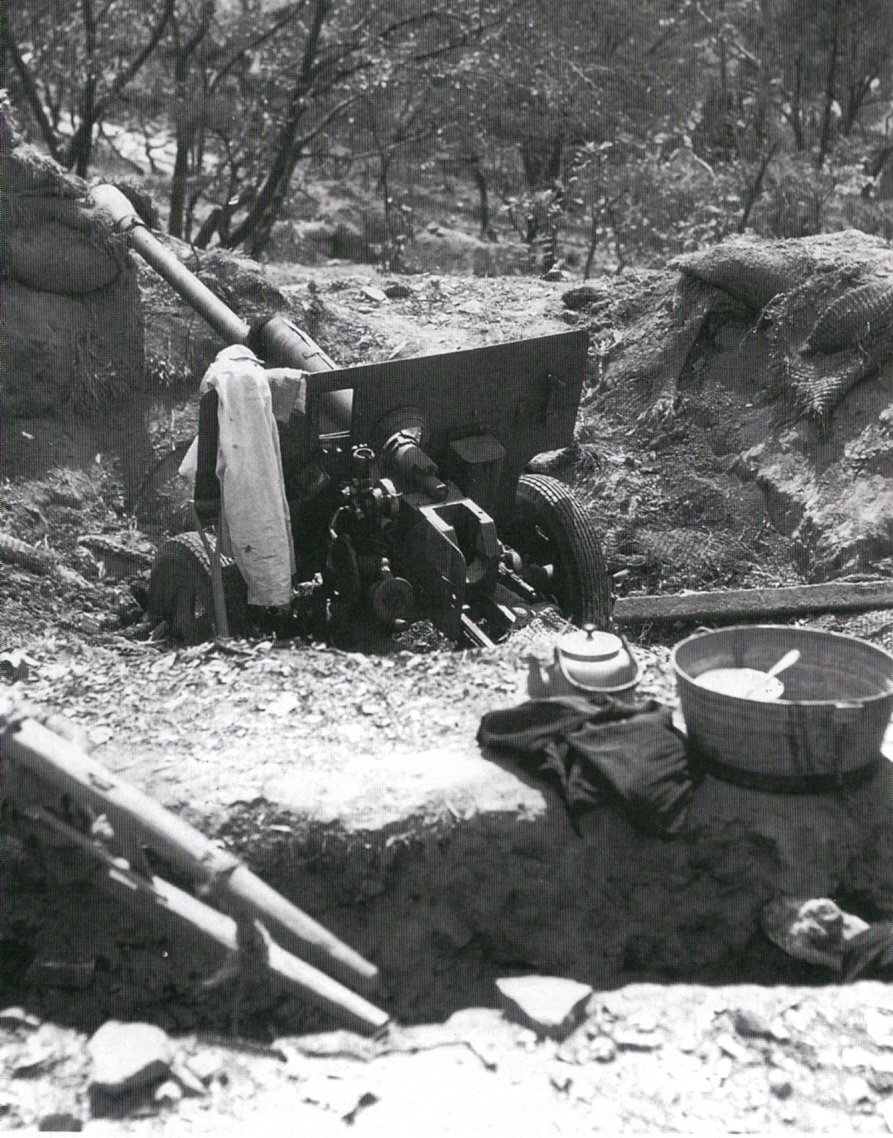
Un ZiS-3 abandonado por los norcoreanos en una colina con vista al puerto de Incheon después de su captura por las fuerzas de las Naciones Unidas durante los desembarcos anfibios a mediados de septiembre de 1950.

Los soldados soviéticos apreciaban al ZiS-3 por su gran fiabilidad, durabilidad y precisión. El cañón era sencillo de mantener y emplear por artilleros novatos. Su afuste ligero le permitía ser remolcado por camiones, vehículos todoterreno pesados (como los Dodge 3/4 estadounidenses del Lend-Lease) e incluso sus propios artilleros.
El ZiS-3 tenía una buena capacidad antiblindaje. Su proyectil antiblindaje podía poner fuera de combate a cualquiera de los tanques ligeros y tanques medios empleados por los alemanes en las primeras etapas de la Operación Barbarroja. El blindaje frontal de los posteriores tanques Tiger I y Panther, era inmune ante el ZiS-3.[cita requerida]
Una batería estaba formada por tres ZiS-3; tres baterías formaban una división, o batallón. Los regimientos antitanque independientes consistían en seis baterías sin divisiones. Una batería del Cuartel General incluía una sección de control de disparo.
Los norcoreanos emplearon el ZiS-3 durante la guerra de Corea.

## Después de la Guerra Fría
El ZiS-3 fue exportado a los aliados de la Unión Soviética durante la Guerra Fría, quienes a su vez lo exportaron a países del Tercer Mundo. El cañón continua en servicio en varios países africanos y asiáticos, siendo empleado en conflictos locales y escaramuzas fronterizas.
Cuando el ZiS-3 fue oficialmente retirado de servicio en la Unión Soviética, muchos de estos cañones fueron desmantelados o almacenados como armamento de reserva. Algunos fueron desactivados e incorporados en memoriales de la Gran Guerra Patriótica, que son usuales en Rusia y Bielorrusia. El Ejército ruso utiliza los cañones para decorar los edificios y los jardines de los cuarteles de unidades de artillería, mientras que los cañones que aún están funcionales son empleados como cañones de saludo y en recreaciones históricas.